# Турнір чотирьох націй 2025
Турнір чотирьох націй 2025 — міжнародний турнір, що замінив цього року матч усіх зірок НХЛ. Переможцем стала збірна Канади.

## Передмова
2 лютого 2024 року комісар НХЛ Гері Беттмен оголосив про проведення турніру чотирьох націй в 2025 році. У прес-конференції також брали участь директор асоціації гравців НХЛ Марті Волш та чотири гравця НХЛ: Коннор Мак-Девід (Канада), Себастьян Аго (Фінляндія), Еліас Петтерссон (Швеція) та Остон Метьюс (США).
Беттмен також розповів про плани НХЛ щодо міжнародних матчів на найближчі роки. У 2025 році гравці НХЛ з Канади, США, Фінляндії та Швеції братимуть участь в новому турнірі замість матчі усіх зірок НХЛ. Беттмен заявив, що гравці НХЛ братимуть участь в двох наступних зимових Олімпіадах. Також комісар НХЛ відзначив, що ліга проведе наступні Кубки світу в 2028 та 2032 роках.

## Учасники
- Канада
- США
- Фінляндія
- Швеція

## Арени
| Монреаль          | Бостон            |
| ----------------- | ----------------- |
| Белл-центр        | Ті-Ді-гарден      |
| Місткість: 21,105 | Місткість: 17,850 |
|                   |                   |

## Груповий етап

### Таблиця
| Поз | Команда   | М | В | ВО | ПО | П | ГЗ | ГП | Різ | О | Кваліфікація |
| --- | --------- | - | - | -- | -- | - | -- | -- | --- | - | ------------ |
| 1   | США       | 3 | 2 | 0  | 0  | 1 | 10 | 4  | +6  | 6 | Фінал        |
| 2   | Канада    | 3 | 1 | 1  | 0  | 1 | 10 | 9  | +1  | 5 | Фінал        |
| 3   | Швеція    | 3 | 1 | 0  | 2  | 0 | 8  | 9  | −1  | 5 |              |
| 4   | Фінляндія | 3 | 0 | 1  | 0  | 2 | 8  | 14 | −6  | 2 |              |

1. 1 2  Очна зустріч між командами: Канада 4–3 (ОТ) Швеція

### Матчі
| 12 лютого 2025 20:00 | Канада | 4 : 3 (ОТ) (2:0, 1:1, 0:2) ОТ (1:0) | Швеція | Белл-центр, Монреаль Глядачів: 21 105 |

| Протокол                                                        | Протокол                    | Протокол                                         | Протокол         | Протокол                       |
| --------------------------------------------------------------- | --------------------------- | ------------------------------------------------ | ---------------- | ------------------------------ |
|                                                                 | Джордан Біннінгтон          | Голкіпери                                        | Філіп Густавссон | Арбітри: Кріс Руні Горді Дваєр |
| Мак-Кіннон – 00:56 Маршенд – 13:15 Стоун – 37:28 Марнер – 66:06 | 1–0 2–0 2–1 3–1 3–2 3–3 4–3 | 29:33 – Бродін 41:54 – Кемпе 48:59 – Ерікссон Ек |                  | Арбітри: Кріс Руні Горді Дваєр |
| 2 хв.                                                           | Вилучення                   | 2 хв.                                            |                  | Арбітри: Кріс Руні Горді Дваєр |
| 28                                                              | Кидки                       | 26                                               |                  | Арбітри: Кріс Руні Горді Дваєр |

| 13 лютого 2025 20:00 | США | 6 : 1 (1:1, 1:0, 4:0) | Фінляндія | Белл-центр, Монреаль Глядачів: 21 105 |

| Протокол                                                                                             | Протокол                    | Протокол          | Протокол   | Протокол                      |
| --- | --------------------------- | ----------------- | ---------- | ----------------------------- |
| | Коннор Еллебюйк             | Голкіпери         | Юусе Сарос | Арбітри: Вес Макколі Жан Ебер |
| Б. Ткачук – 10:21 Болді – 37:04 М. Ткачук – 40:15 Генцел – 40:26 Б. Ткачук – 43:00 М. Ткачук – 51:13 | 0–1 1–1 2–1 3–1 4–1 5–1 6–1 | 07:31 – Йокігар'ю |            | Арбітри: Вес Макколі Жан Ебер |
| 6 хв.                                                                                                | Вилучення                   | 10 хв.            |            | Арбітри: Вес Макколі Жан Ебер |
| 32                                                                                                   | Кидки                       | 21                |            | Арбітри: Вес Макколі Жан Ебер |

| 15 лютого 2025 13:00 | Фінляндія | 4 : 3 (ОТ) (2:1, 1:2, 0:0) ОТ (1:0) | Швеція | Белл-центр, Монреаль Глядачів: 19 724 |

| Протокол                                                         | Протокол                    | Протокол                                          | Протокол                       | Протокол                       |
| ---------------------------------------------------------------- | --------------------------- | ------------------------------------------------- | ------------------------------ | ------------------------------ |
|                                                                  | Кевін Ланкінен              | Голкіпери                                         | Філіп Густавссон Лінус Ульмарк | Арбітри: Кріс Руні Горді Дваєр |
| Лунделл – 10:58 Рантанен – 19:46 Барков – 37:05 Гранлунд – 61:49 | 0–1 1–1 2–1 2–2 2–3 3–3 4–3 | 08:35 – Зібанеджад 25:06 – Далін 30:32 – Карлссон |                                | Арбітри: Кріс Руні Горді Дваєр |
| 4 хв.                                                            | Вилучення                   | 4 хв.                                             |                                | Арбітри: Кріс Руні Горді Дваєр |
| 21                                                               | Кидки                       | 24                                                |                                | Арбітри: Кріс Руні Горді Дваєр |

| 15 лютого 2025 20:00 | США | 3 : 1 (1:1, 1:0, 1:0) | Канада | Белл-центр, Монреаль Глядачів: 21 105 |

| Протокол                                     | Протокол        | Протокол          | Протокол           | Протокол                      |
| -------------------------------------------- | --------------- | ----------------- | ------------------ | ----------------------------- |
|                                              | Коннор Еллебюйк | Голкіпери         | Джордан Біннінгтон | Арбітри: Вес Макколі Жан Ебер |
| Генцел – 10:15 Ларкін – 33:33 Генцел – 58:41 | 0–1 1–1 2–1 3–1 | 05:31 – Мак-Девід |                    | Арбітри: Вес Макколі Жан Ебер |
| 19 хв.                                       | Вилучення       | 17 хв.            |                    | Арбітри: Вес Макколі Жан Ебер |
| 23                                           | Кидки           | 26                |                    | Арбітри: Вес Макколі Жан Ебер |

| 17 лютого 2025 13:00 | Канада | 5 : 3 (3:0, 1:0, 1:3) | Фінляндія | Ті-Ді-гарден, Бостон Глядачів: 17 238 |

| Протокол                                                                             | Протокол                        | Протокол                                          | Протокол                  | Протокол                       |
| ------------------------------------------------------------------------------------ | ------------------------------- | ------------------------------------------------- | ------------------------- | ------------------------------ |
|                                                                                      | Джордан Біннінгтон              | Голкіпери                                         | Кевін Ланкінен Юусе Сарос | Арбітри: Кріс Руні Горді Дваєр |
| Мак-Девід – 04:13 Мак-Кіннон – 04:59 Пойнт – 13:02 Мак-Кіннон – 25:03 Кросбі – 59:04 | 1–0 2–0 3–0 4–0 4–1 4–2 4–3 5–3 | 53:19 – Лунделл 58:20 – Гранлунд 58:43 – Гранлунд |                           | Арбітри: Кріс Руні Горді Дваєр |
| 2 хв.                                                                                | Вилучення                       | 0 хв.                                             |                           | Арбітри: Кріс Руні Горді Дваєр |
| 28                                                                                   | Кидки                           | 26                                                |                           | Арбітри: Кріс Руні Горді Дваєр |

| 17 лютого 2025 20:00 | Швеція | 2 : 1 (2:1, 0:0, 1:0) | США | Ті-Ді-гарден, Бостон Глядачів: 17 850 |

| Протокол                      | Протокол       | Протокол        | Протокол        | Протокол                      |
| ----------------------------- | -------------- | --------------- | --------------- | ----------------------------- |
|                               | Самуель Ерссон | Голкіпери       | Джейк Оттінджер | Арбітри: Вес Макколі Жан Ебер |
| Нюквіст – 13:36 Братт – 19:04 | 0–1 1–1 2–1    | 00:35 – Крейдер |                 | Арбітри: Вес Макколі Жан Ебер |
| 6 хв.                         | Вилучення      | 6 хв.           |                 | Арбітри: Вес Макколі Жан Ебер |
| 23                            | Кидки          | 32              |                 | Арбітри: Вес Макколі Жан Ебер |

## Фінал
| 20 лютого 2025 20:00 | Канада | 3 : 2 (ОТ) (1:1, 1:1, 0:0) ОТ (1:0) | США | Ті-Ді-гарден, Бостон Глядачів: 17 850 |

| Протокол                                             | Протокол           | Протокол                            | Протокол        | Протокол                       |
| ---------------------------------------------------- | ------------------ | ----------------------------------- | --------------- | ------------------------------ |
|                                                      | Джордан Біннінгтон | Голкіпери                           | Коннор Еллебюйк | Арбітри: Горді Дваєр Кріс Руні |
| Мак-Кіннон – 04:48 Беннетт – 34:00 Мак-Девід – 68:18 |                    | 16:52 – Б. Ткачук 27:32 – Сандерсон |                 | Арбітри: Горді Дваєр Кріс Руні |
| 0 хв.                                                | Вилучення          | 2 хв.                               |                 | Арбітри: Горді Дваєр Кріс Руні |
| 27                                                   | Кидки              | 33                                  |                 | Арбітри: Горді Дваєр Кріс Руні |

## Статистика

### Найкращі бомбардири
| Гравець          | І | Г | П | О | +/- | ШХ |
| ---------------- | - | - | - | - | --- | -- |
| Зак Веренскі     | 4 | 0 | 6 | 6 | +3  | 2  |
| Коннор Мак-Девід | 4 | 3 | 2 | 5 | –1  | 0  |
| Сідні Кросбі     | 4 | 1 | 4 | 5 | +2  | 2  |
| Натан Мак-Кіннон | 4 | 4 | 0 | 4 | +4  | 0  |
| Джейк Генцел     | 4 | 3 | 1 | 4 | +2  | 2  |
| Мікаель Гранлунд | 3 | 3 | 1 | 4 | –1  | 0  |
| Сем Райнгарт     | 4 | 0 | 4 | 4 | +1  | 0  |
| Джек Ейчел       | 4 | 0 | 4 | 4 | +1  | 0  |
| Бреді Ткачук     | 4 | 3 | 0 | 3 | +3  | 5  |
| Метью Ткачук     | 3 | 2 | 1 | 3 | 0   | 5  |

### Найкращі воротарі
| Гравець            | І | ЧНЛ    | В | П | ПО | ГП | ША | %ВК  | СП   |
| ------------------ | - | ------ | - | - | -- | -- | -- | ---- | ---- |
| Коннор Еллебюйк    | 3 | 188:18 | 2 | 0 | 1  | 5  | 0  | .932 | 1.59 |
| Джордан Біннінгтон | 4 | 252:43 | 3 | 1 | 0  | 10 | 0  | .907 | 2.37 |
| Юусе Сарос         | 2 | 91:00  | 0 | 1 | 0  | 6  | 0  | .870 | 3.96 |
| Філіп Густавссон   | 2 | 85:52  | 0 | 0 | 1  | 6  | 0  | .813 | 4.19 |
| Кевін Ланкінен     | 2 | 86:52  | 1 | 1 | 0  | 7  | 0  | .811 | 4.84 |

Скорочення: І = зіграних матчів, ЧНЛ = час проведений на льоду, В = виграшів, П = поразок, ПО = поразок в овертаймі, ГП = пропущених шайб, СП = в середньому пропущено шайб, %ВК = відбитих кидків (у %), ША = шатаути